# ユニバーサル・ロケット

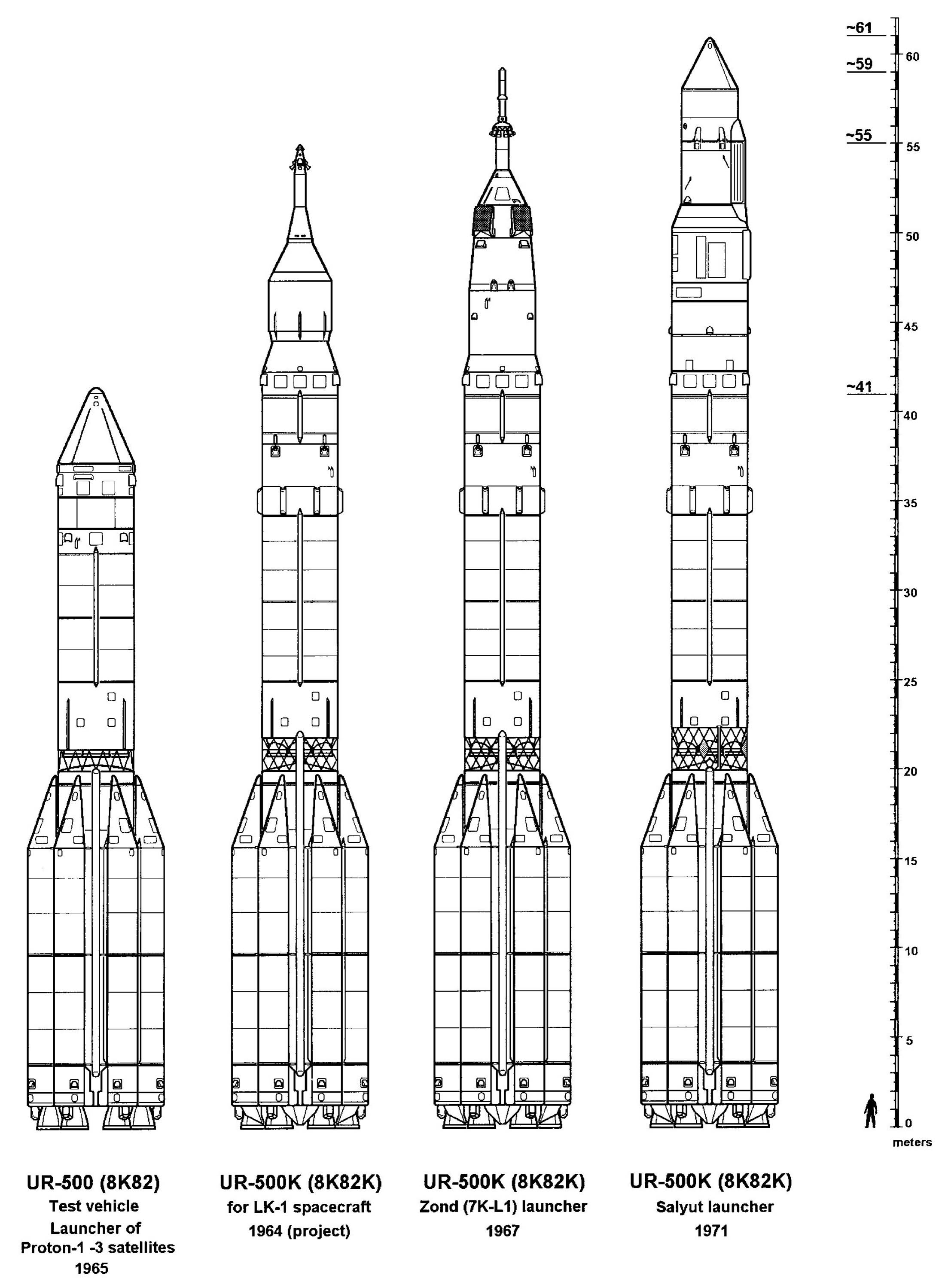
UR-500プロトン初期設計図

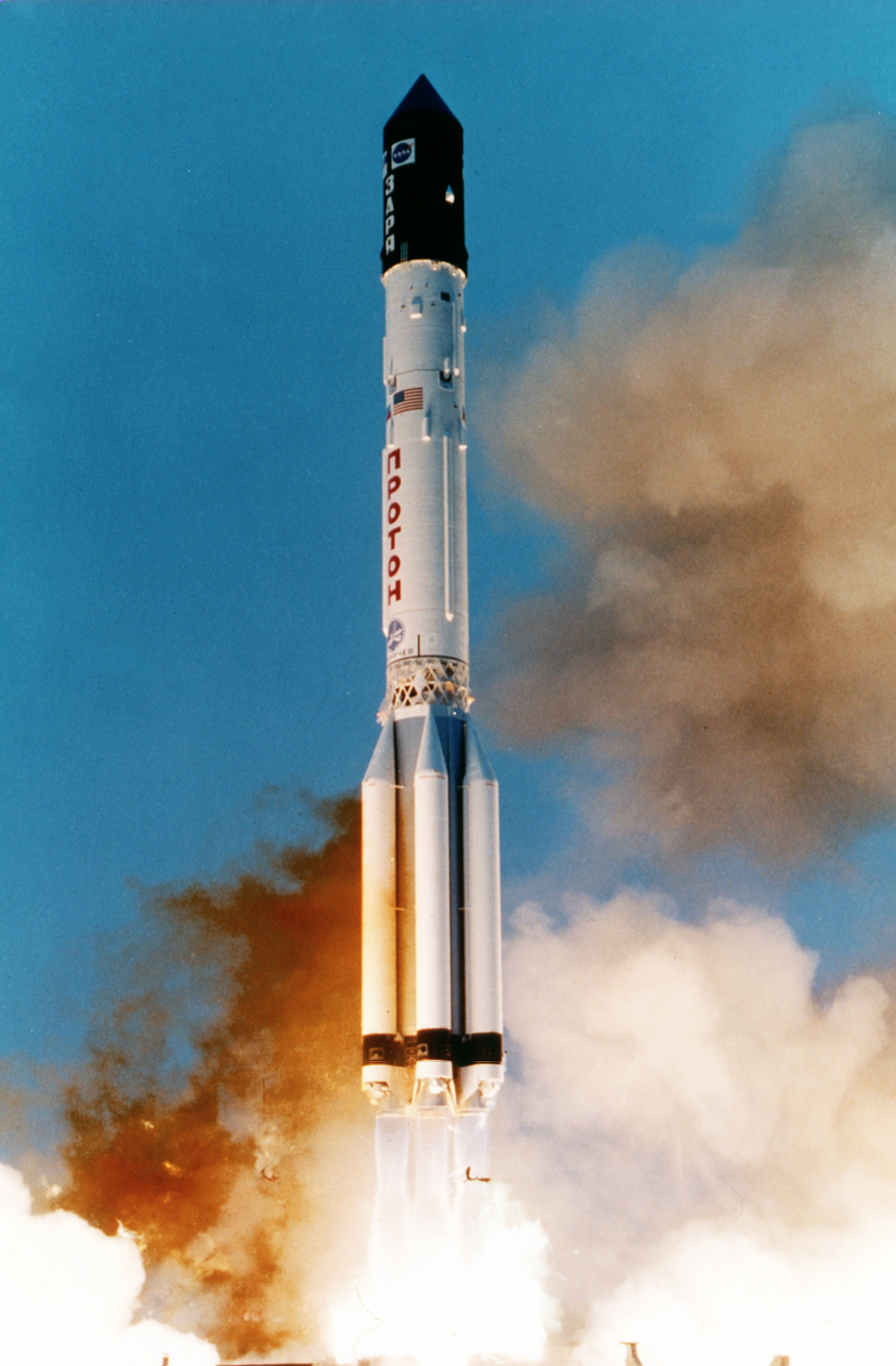
UR-500プロトンによるザーリャ打ち上げにて

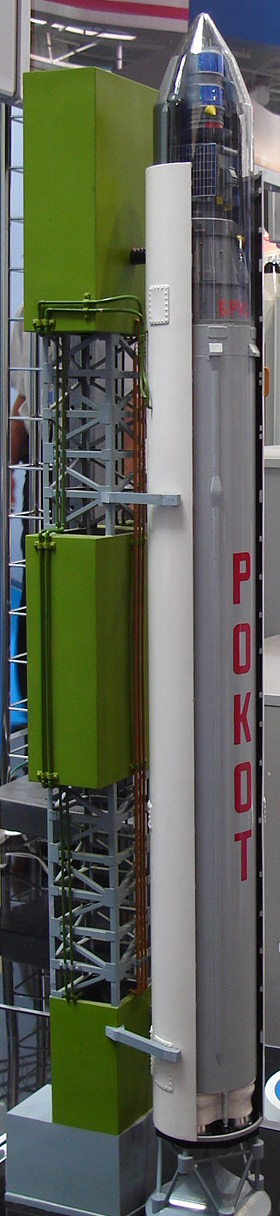
UR-100Nロコット。上段にブリーズ-Mと衛星を搭載したモデル

ユニバーサルロケット（露: Универса́льная раке́та, 英: Universal Rocket）若しくはUR-ファミリー («УР» — семейство) とは、ソビエト連邦が開発し、2020年現在ロシアが運用している一群のロケットのことである。その中には大陸間弾道弾および打ち上げ機が含まれる。
ソ連の全ロケットで同一の技術が使用されることを目論んだURファミリーは、クルニチェフ国家研究生産宇宙センター（以下クルニチェフ）で生産された。元々はいくつかの派生型が計画されたが、その中で3種類だけが実際に宇宙飛行し、現状、飛んだ中でも2種類しか現役で運用されているものは無い。加えて、キャンセルされたUR-500重ICBMは、プロトン衛星運搬ロケットの基礎を形作っている。現在、主流となりつつあるモジュラーロケットの概念を取り入れたもので共通のコア・ステージを用途に応じて組み合わせることにより、大小様々な打ち上げ需要に柔軟に対応する事を企図したものである。

## 派生型
以下、計画段階にあったか現時点でも衛星打ち上げに使われるユニバーサルロケットの派生型を記す。

### UR-100
UR-100とその改良型は、冷戦期のソビエト連邦での標準的なICBMであった。ローンチ・ヴィークルであるストレラやロコットは、これを基本として製作された。

### UR-200
UR-200はキャリア・ロケットとしても使用できる大型ICBMにされる予定であった。1963年11月4日から1964年10月20日までの間に9回の試験飛行がおこなわれた。その後、UR-200開発計画はキャンセルされて、ミハイル・ヤンゲリの設計したR-36 サタンミサイルと、打ち上げ機としての派生であるツィクロンが選定された。

### UR-500
UR-500は、超大型ICBMとして設計された。核出力100メガトンのツァーリ・ボンバを核弾頭に使ったときに必須な投射重量を満たすミサイルであるように作られた。開発計画は2回の飛行の後でキャンセルされ、3段目を加えられた後で、UR-500ロケットは2011年現在でもいまだ供用中のプロトン・キャリア・ロケットとして再利用された。

### UR-700
UR-700はウラジーミル・チェロメイがソビエトの月ロケット発射のために設計した重量級打ち上げロケットであった。それは宇宙飛行士をLK-1宇宙船に載せたまま月へ直接運び上げることを予定していた。セルゲイ・コロリョフのN-1ロケットとソユーズ 7K-L3 / LK 着陸機が月飛行ミッションのために選定され、ついにUR-700は製図板を離れて計画段階から進むことが出来なかった。
表面的には、UR-700は、中央コア・ブロックと、それを取り巻く側方横付けブースターで構成された、良く知られるタイプのソビエト連邦で現在でも見られる打ち上げ機のデザインに見えた。しかし、従前のソ連製ロケットと明確に分ける一つの特徴があった。第一段目のエンジンは、第一段目が燃焼する間中、ストラップ・オン・ブースターの燃料タンクから、ヒドラジンと赤煙硝酸の両推進剤をクロス-フィードされていたのである。これは、ブースターが使用済みになって切り離されたとき、中央の機体はまだ燃料が満タンな状態で飛べる、そのためデッドウェイトを減少し運搬可能なペイロードを増加させるという事を意味していた。

### UR-900
UR-900は、ユニバーサルロケットの、究極の応用法であった。火星や金星といった、地球以外の他の惑星への有人飛行を成し遂げるための超重量級打ち上げロケット・ブースターであった。それ自体は設計図上の、計画段階で終わったプロジェクトとして残っている。